# Mesoleius tasarensis
Mesoleius tasarensis là một loài tò vò trong họ Ichneumonidae.